# Portrait du Pérugin

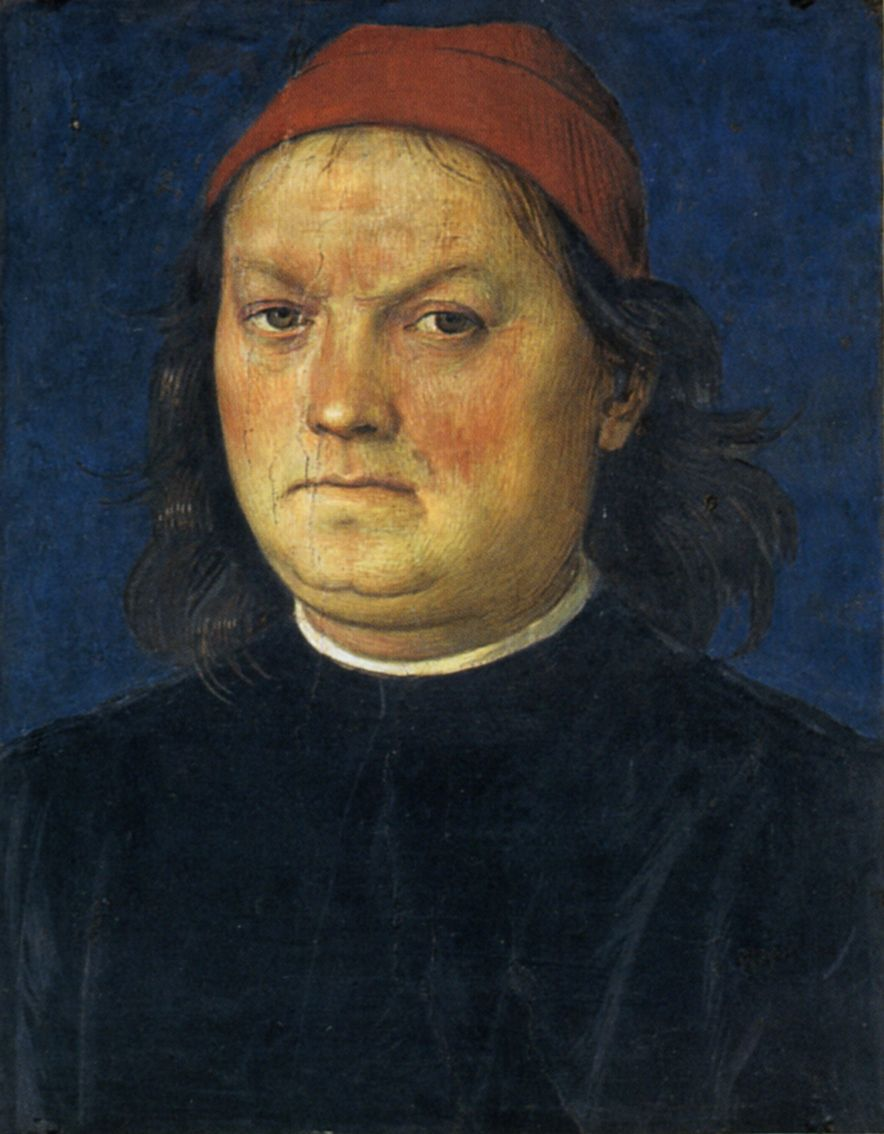
Pietro Vannucci dit Le Pérugin, Autoportrait, Pérouse, Collegio del Cambio

Le Portrait du Pérugin est une peinture à l'huile sur bois de 59 × 46 cm, datant de 1504 environ, dont l'attribution oscille entre les peintres Raphaël et Lorenzo di Credi. Le tableau est conservé à la Galerie des Offices, à Florence.

## Histoire
L'œuvre est connue depuis l'inventaire de la Galerie des Offices de 1704 quand il a été répertorié comme portrait de Martin Luther, et attribué à Hans Holbein le Jeune.
Par la suite dans le commentaire de Le Vite de Audin (1825), repris par Gaetano Milanesi (it) en 1879), le tableau fut identifié comme un portrait de Verrocchio de la main de Lorenzo di Credi, cité par Vasari.
En 1922, l'historien d'art Adolfo Venturi l'attribua en tant que suiveur de Thijs, au Pérugin, puis Dagenhart (1931) cita de nouveau Lorenzo di Credi, suivi de Lietzmann (1934), Richard Offner (1934), Beenken (1935) et Ortolani qui, finalement, citèrent le nom de Raphaël comme auteur et du Pérugin comme sujet.
Les contributions récentes de Salvini, Luciano Bellosi confirment le nom de Raphaël et c'est sous ce nom que l'œuvre est décrite à la Galerie des Offices.
Si l'identification avec Le Pérugin est aujourd'hui clairement établie grâce à des comparaisons avec l'autoportrait dans la Sala delle Udienze del Collegio del Cambio à Pérouse, l'attribution de l'auteur oscille entre Raphaël et Lorenzo di Credi.
Les partisans de l'attribution à Raphaël mettent en avant les ressemblances avec le portrait de Francesco Maria della Rovere (Galerie des Offices) à Florence ou le Portrait d'homme (Galerie Borghèse) considéré par certains comme étant aussi un portrait du Pérugin.
Il existe diverses copies de l'œuvre dans le monde : collezion White à Londres, collection privée à Vienne, Galleria Tadini à Bergame, Asta Castelloni à Rome (no 1093) et aux Gallerie dell'Accademia de Venise (no 241).

## Description
Le personnage (le peintre Le Pérugin) est représenté frontalement à mi-figure, fixant le spectateur, les mains croisées au premier plan sur une balustrade avec un feuillet enroulé tenu dans le poing droit comme dans la peinture du Portrait de Pietro Bembo attribué aussi à Raphaël.
La scène est située dans une salle avec une fenêtre ouverte sur le paysage à gauche. Le motif du parapet et de la fenêtre sont inspirées des œuvres flamandes, notamment les portraits de Hans Memling.
L'homme est habillé en noir, avec une chemise blanche sans col qui déborde et un couvre-chef, lui aussi de couleur sombre. Curieusement il s'agit du même habillage du portrait de Lorenzo di Credi attribué au Pérugin, représentant de fait la façon de s'habiller des artistes de la sphère pérugine.

## Sources
- (it) Cet article est partiellement ou en totalité issu de l’article de Wikipédia en italien intitulé « Ritratto del Perugino » (voir la liste des auteurs).